# Top Gear USA
Top Gear (detto anche Top Gear USA per distinguersi dalla versione originale) è stato un programma televisivo statunitense.  La serie, che si affianca all'originale britannica, è presentata da Adam Ferrara, Tanner Foust e Rutledge Wood; i test drive in pista sono invece affidati come di consueto a The Stig, anche se sotto al casco si cela un pilota differente (finora sconosciuto). Dopo la sesta stagione, chiudono il contratto con History e hanno "iniziato a esplorare nuove opportunità per le serie negli Stati Uniti". La BBC America ha annunciato che verrà prodotto una nuova versione di Top gear, chiamata Top Gear America. Non è stata annunciata la data di inizio delle trasmissioni, ma 8 episodi della prima stagione sono stati trasmessi nel 2017. Lo show ha 3 nuovi presentatori: William Fichtner, Tom "Wookie" Ford, e Antron Brown.
In Italia la serie è trasmessa su Discovery Channel della piattaforma Sky, e sul canale DMAX del digitale terrestre fino al 2014, da inizio a fine settembre 2016 Cielo ha trasmesso la quarta e i primi 5 episodi della quinta stagione poi interrotta per far spazio alla 23ª di Top Gear UK. Le voci italiane dei presentatori di Top Gear USA sono quelle di: Alessandro Rigotti (per Tanner Foust), Andrea Lavagnino (per Adam Ferrara), e Luigi Ferraro (per Rutledge Wood).

## Power Laps
Come nella versione originale del programma, Stig completa un giro di pista con un'auto appena recensita per valutarne le prestazioni.
Non essendo possibile per ragioni pratiche usare il consueto test track, è stato allestito un circuito differente, anche stavolta ricavato in un aerodromo.
I tempi finora registrati sono:
1. 1:18.6 – Ariel Atom
2. 1:19.5 – Ford Fiesta Rallycross
3. 1:22.0 – Dodge Viper SRT10 ACR
4. 1:22.4 – Chevrolet Corvette ZR1
5. 1:22.6 – Lexus LFA
6. 1:22.8 – Lamborghini Gallardo LP570-4 Superleggera
7. 1:23.3 – Ferrari 458 Italia
8. 1:23.4 – Lamborghini Murcielago LP670-4 SuperVeloce
9. 1:25.3 – Porsche Panamera Turbo
10. 1:26.9 – Lamborghini Gallardo LP550-2 Balboni
11. 1:27.2 – Cadillac CTS-V Sport Wagon
12. 1:27.4 – Cadillac CTS-V Coupe
13. 1:27.6 – Mercedes-Benz SLS AMG
14. 1:28.2 – Aston Martin V12 Vantage
15. 1:28.2 – Ford Mustang Boss 302
16. 1:28.4 – Lotus Evora (Bagnato)
17. 1:28.5 – Ferrari California
18. 1:28.9 – Ford Mustang Roush
19. 1:29.2 – Mitsubishi Lancer Evolution X GSR
20. 1:30.0 – Subaru Impreza WRX STI
21. 1:30.0 – BMW X6 M
22. 1:39.0 – Hennessey F-150 VelociRaptor 600

## Big Star, Small Car
Questa rubrica è l'equivalente a stelle e strisce di Star in a Reasonably-Priced Car; anche qui infatti, una celebrità (solitamente statunitense) viene invitata a percorrere un giro di pista nel minor tempo possibile, a bordo di un'auto modesta (per la precisione una Suzuki SX4 Sportback).
I tempi finora registrati sono:
1. 1:39.3 – Stephen Moyer
2. 1:41.8 – Patrick Warburton
3. 1:42.4 – Arlene Tur
4. 1:43.2 – Tony Hawk
5. 1:43.9 – Kid Rock (bagnato)
6. 1:44.0 – Tim Allen
7. 1:44.3 – Jon Huertas
8. 1:44.3 – Bill Engvall
9. 1:44.4 – Bret Michaels
10. 1:45.3 – Dominic Monaghan
11. 1:46.6 – Ty Burrell (bagnato)
12. 1:46.7 – Edward Burns
13. 1:48.1 – Rick Harrison
14. 1:49.2 – Adam Levine
15. 1:49.9 – Kal Penn
16. 1:51.1 – Joe Mantegna
17. 1:51.5 – Austin "Chumlee" Russell
18. 1:55.2 – Steve Schirripa
19. 1:55.2 – Michelle Rodriguez (bagnato)
20. 1:55.4 – Lake Bell
21. 1:55.6 – Buzz Aldrin
22. 2:06.9 – Bridget Marquardt

## Episodi
| Serie | Serie | Puntate | Prima TV USA      | Prima TV USA       | Spettatori prima TV USA (in milioni) |
| Serie | Serie | Puntate | Prima di stagione | Finale di stagione | Spettatori prima TV USA (in milioni) |
| ----- | ----- | ------- | ----------------- | ------------------ | ------------------------------------ |
|       | 1     | 10      | 21 novembre 2010  | 23 gennaio 2011    |                                      |
|       | 2     | 16      | 24 luglio 2011    | 3 aprile 2012      |                                      |
|       | 3     | 16      | 14 agosto 2012    | 2 aprile 2013      |                                      |
|       | 4     | 10      | 3 settembre 2013  | 26 novembre 2016   |                                      |
|       | 5     | 10      | 3 giugno 2014     | 21 ottobre 2014    |                                      |
|       | 6     | 10      | 26 aprile 2016    | 28 giugno 2016     |                                      |